# Неданчичи
Неда́нчичи (укр. Неда́нчичі) — село Черниговского района Черниговской области Украины. Расположено на левом берегу Днепра, в 66 км от районного центра. Одноимённая железнодорожная станция на участке Чернигов — Овруч Юго-Западной железной дороги. Население 730 человек.
Село граничит с территорией города Славутич Киевской области. К западу от села расположен пункт контроля «Неданчичи» («Иолча») на украинско-белорусской границе.
Код КОАТУУ: 7424485601. Почтовый индекс: 15046. Телефонный код: +380 4641.

## История
В окрестностях села Неданчичи обнаружены поселения эпохи неолита (V—IV тысячелетия до н. э.), четыре — эпохи бронзы (II тысячелетие до н. э.), одно — периода раннего железа (VIII—III вв. до н. э.) и три древнерусских городища времён Киевской Руси (IX—XIII вв.).
Неданчичи известны с середины XVII в. На фронтах Великой Отечественной войны против немецких войск сражались 535 жителей села, 155 из них награждены орденами и медалями, 227 погибли. Во время оккупации в Неданчичах под руководством Н. П. Мишко действовала подпольная группа в составе 9 человек, 35 жителей села сражались в партизанском соединении М. Н. Таранущенко. За помощь партизанам гитлеровцы замучили 50 жителей и сожгли дотла сёла Гута и Новая Рудня. В Неданчичах похоронены Герои Советского Союза: русские А. Т. Титов и Д. И. Турков, татарин И. С. Даутов, в Комаровке — Герои Советского Союза В. Я. Марковский и Н. М. Мишанин. На братской могиле воинов, погибших при освобождении села, установлен памятник. В 1967 году на территории села Неданчичи установлен обелиск.

## Власть
Орган местного самоуправления — Любецкая поселковая община. Почтовый адрес: 15041, Черниговская обл., Черниговский р-н, пгт Любеч, ул. Красная площадь, 3.

## Галерея

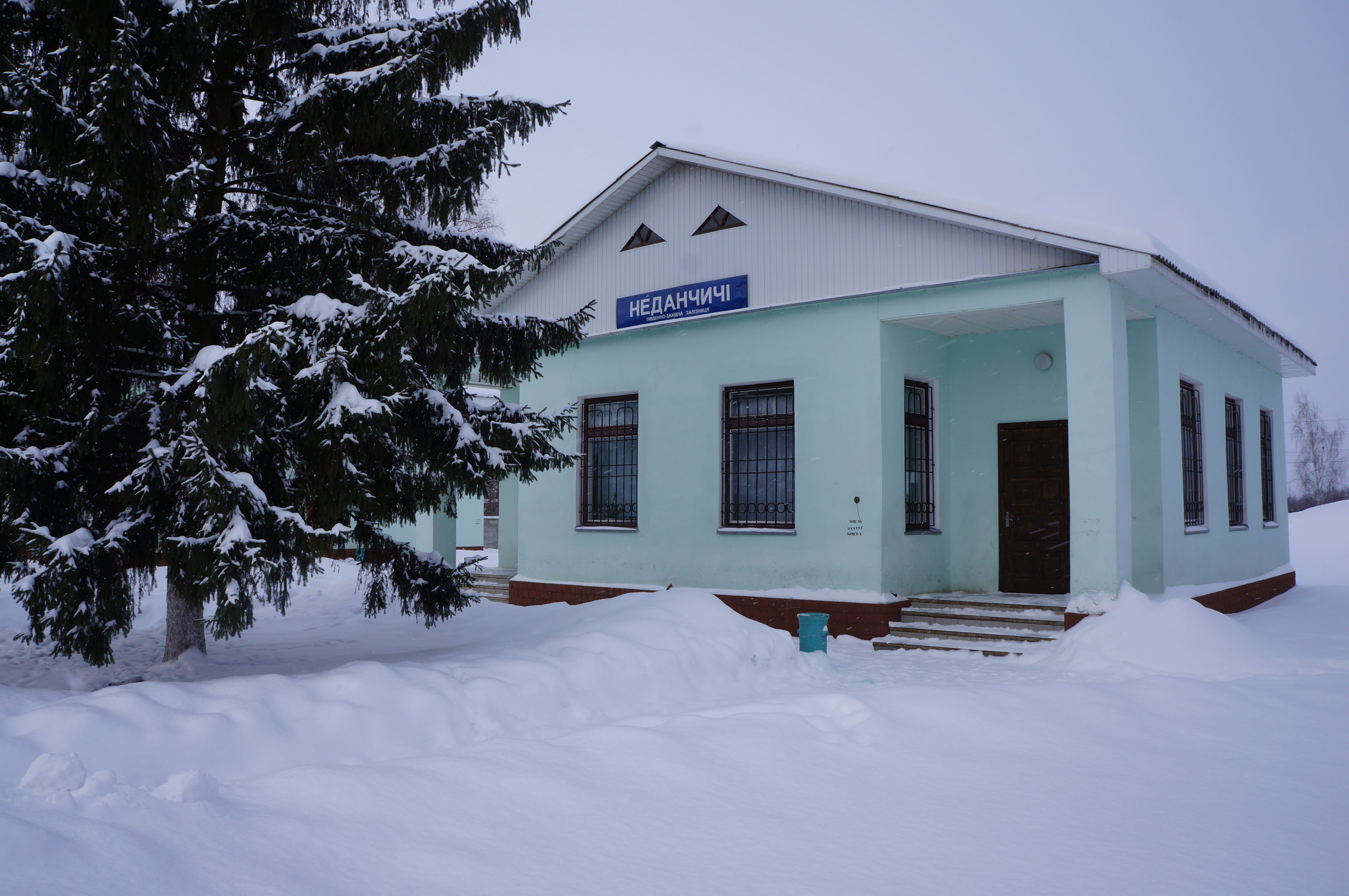
Вокзал ж\д станции Неданчичи
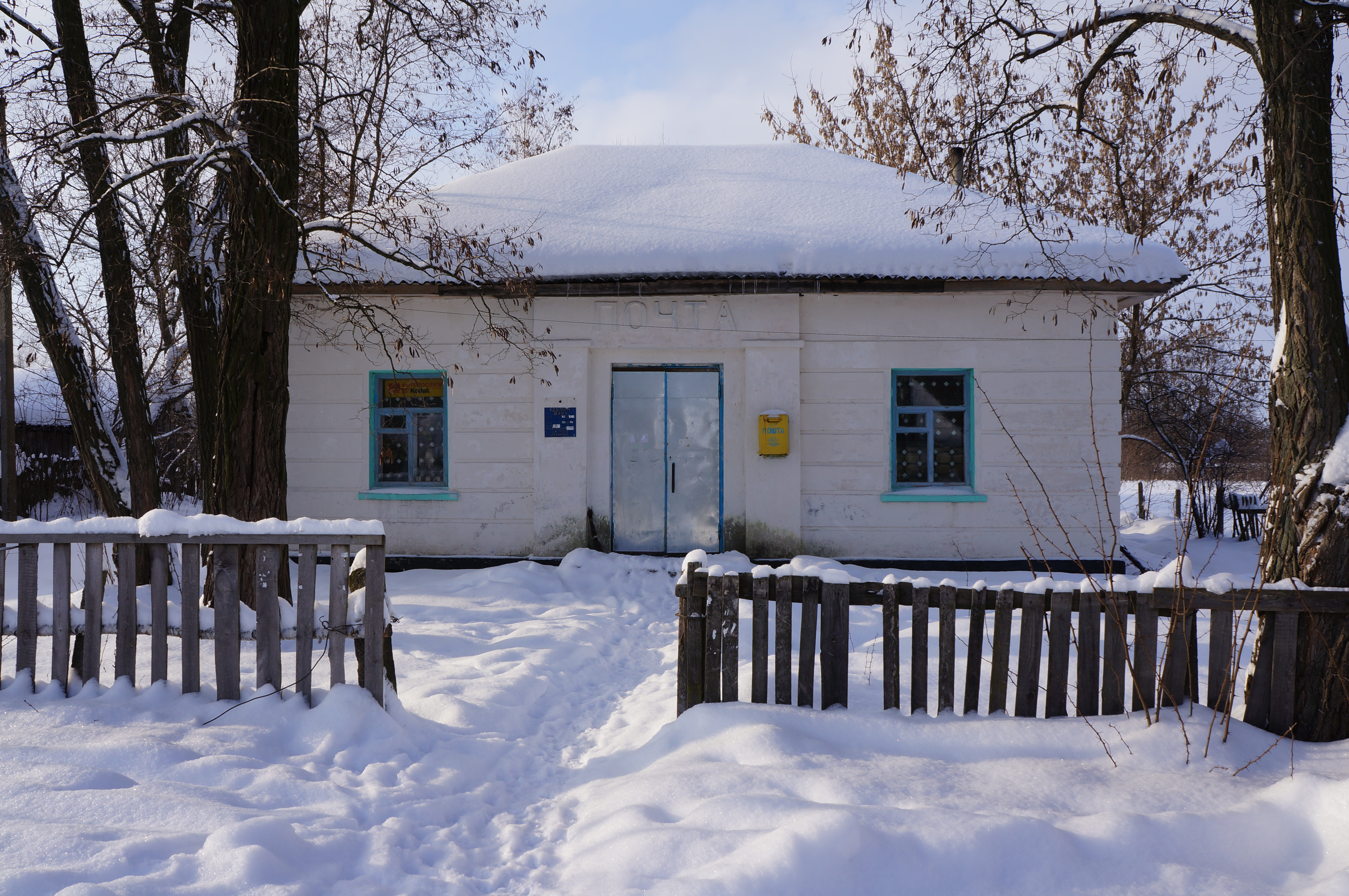
Почта
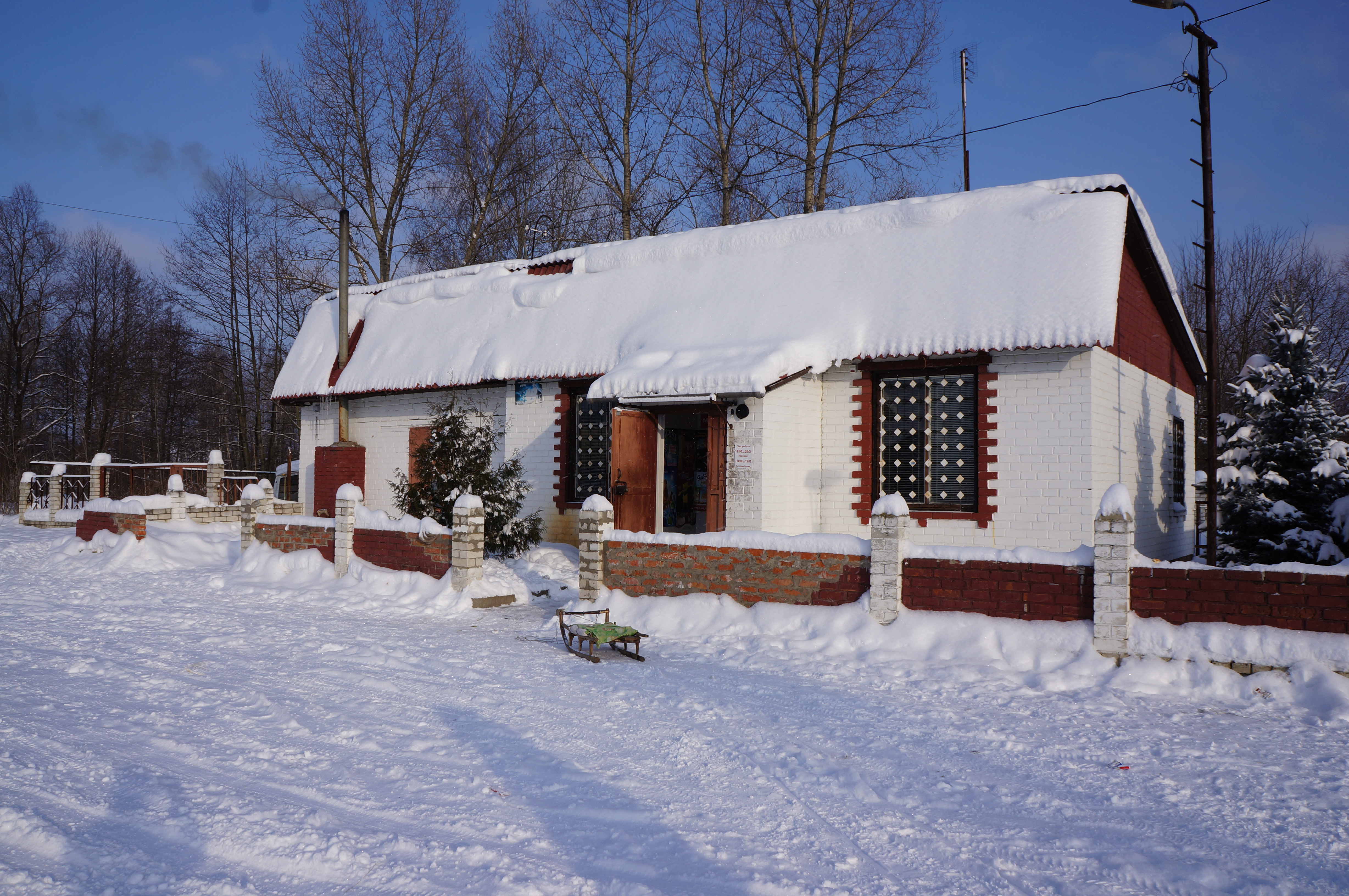
Магазин
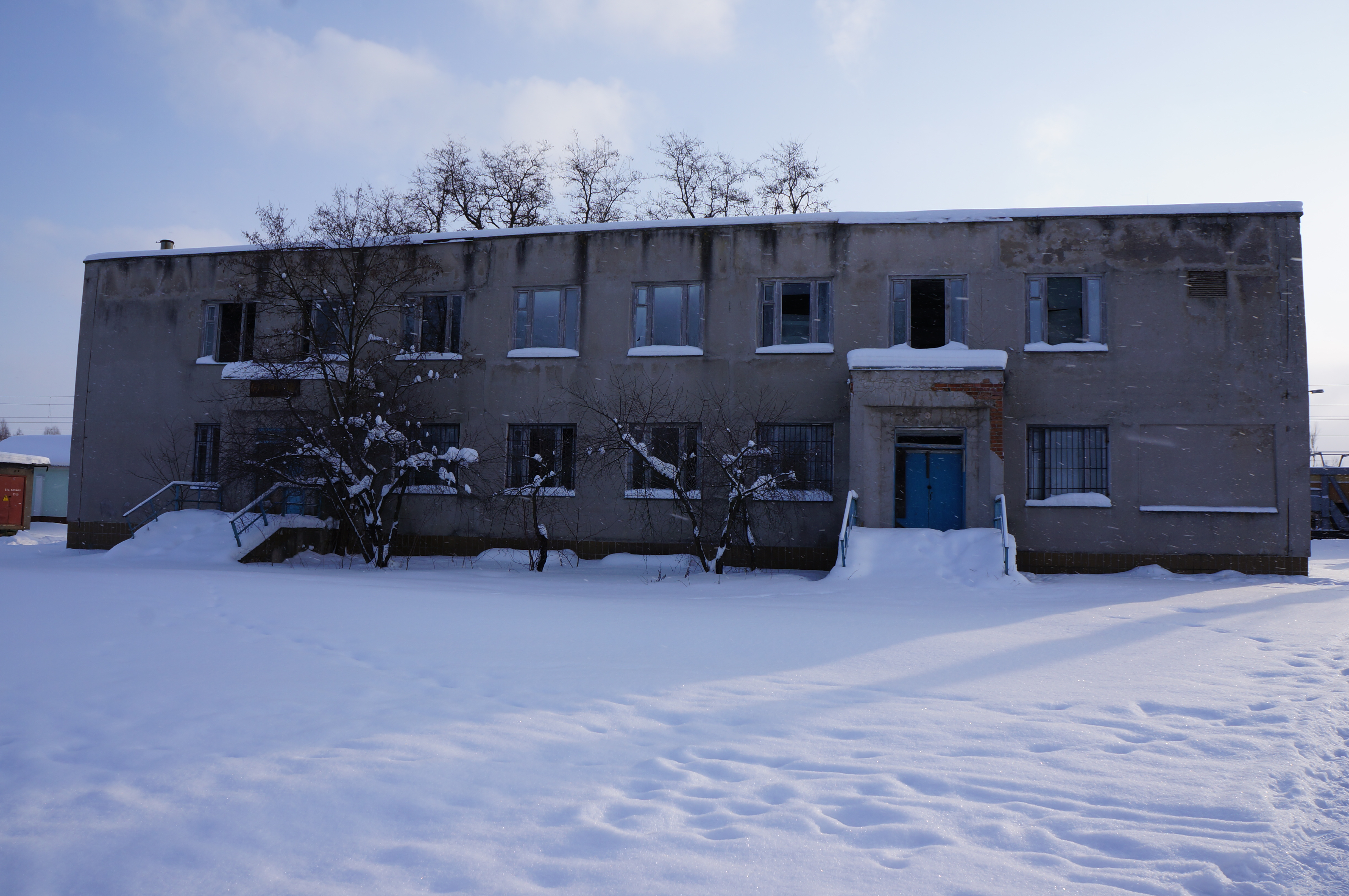
Продуктовый магазин